# グローバル・マリファナ・マーチ

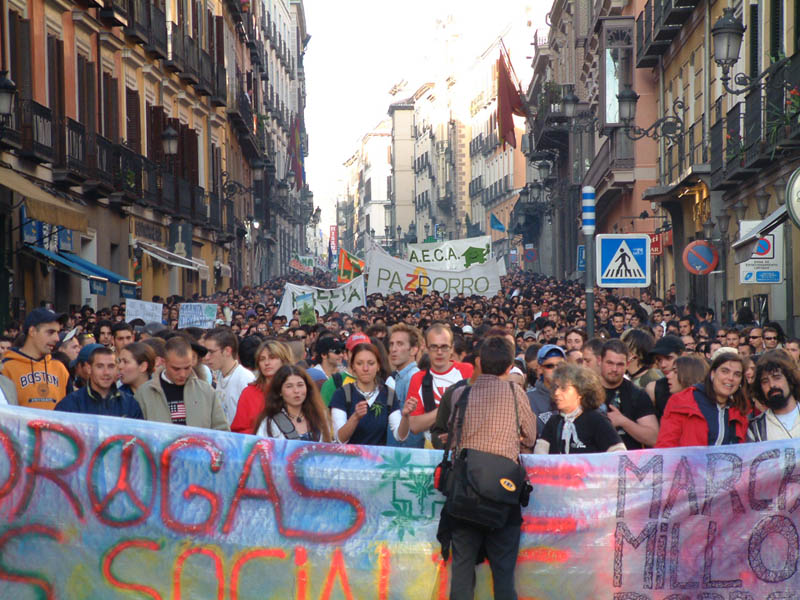
スペイン、マドリード。 2004年5月8日。ミリオン・ジョイント・マーチ（ラ・マルシャ・デル・ミロン・デ・ポロス、ミリオン・マリファナ・マーチの一部）。

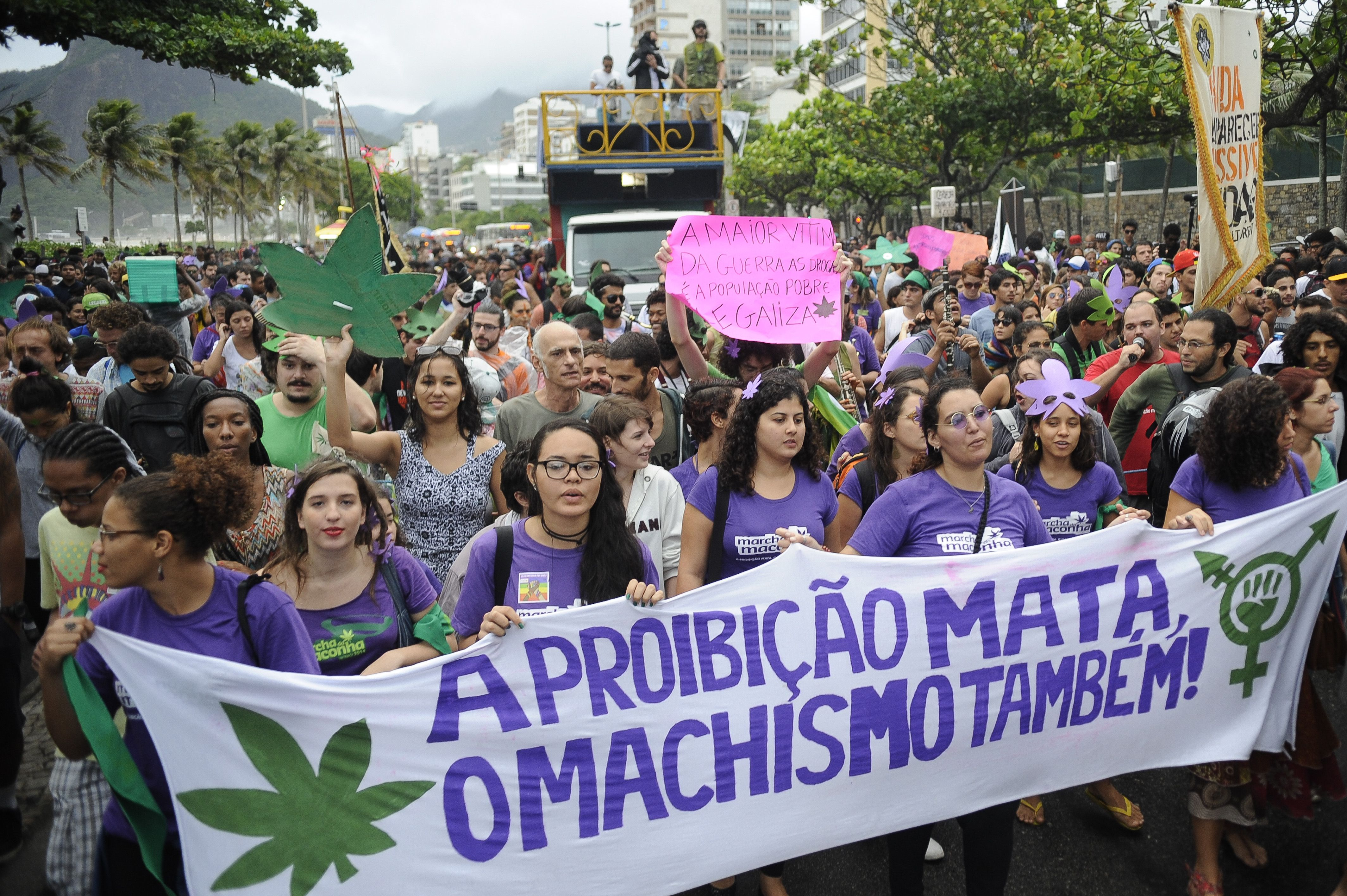
ブラジル、リオデジャネイロ。 2014年5月10日。マリファナーマーチ（マルシャ・ダ・マコーニャ）。

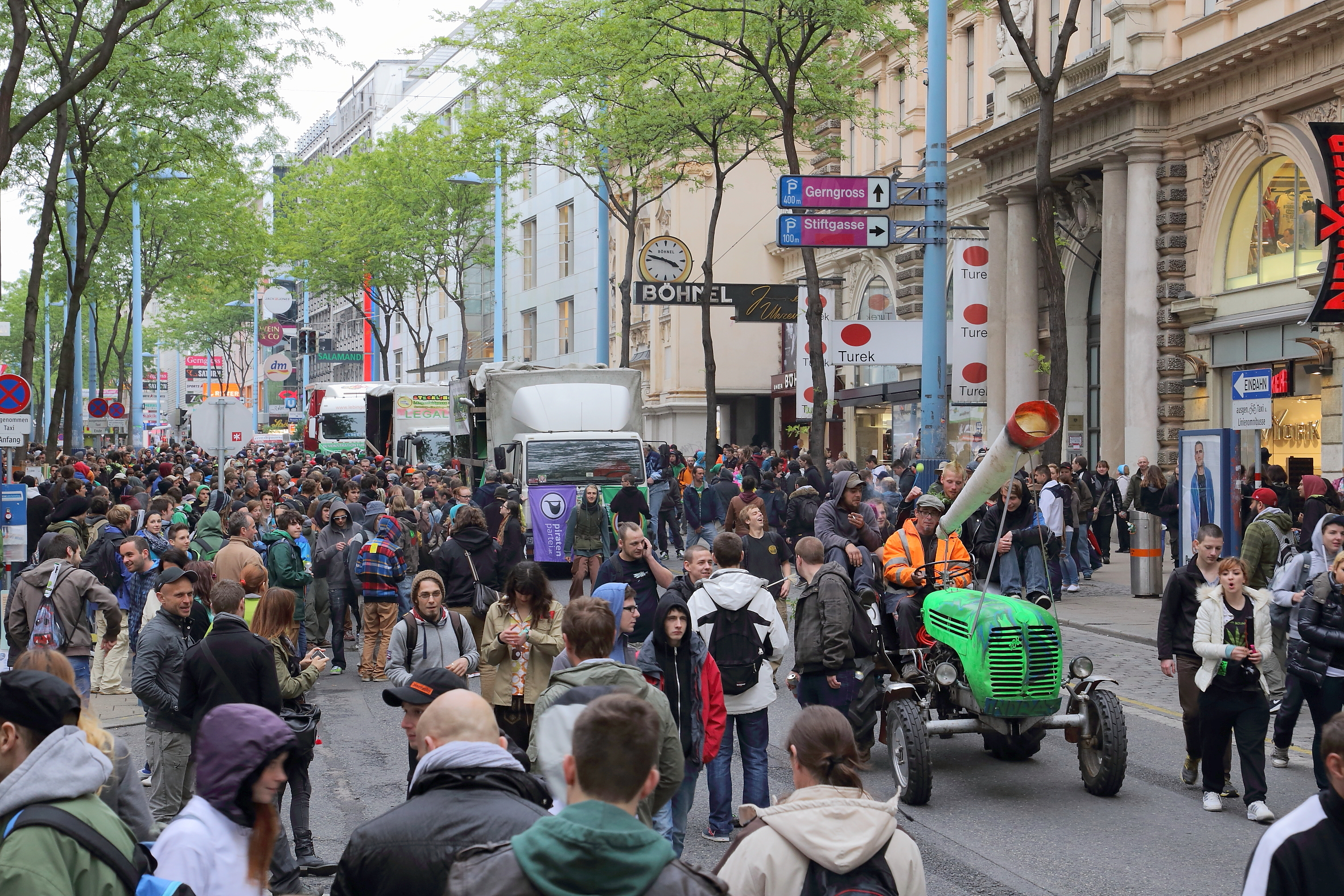
オーストリア、ウィーン。 2014年5月3日。ヘンプ・ハイキングの日（ハンフワンダータグ）。

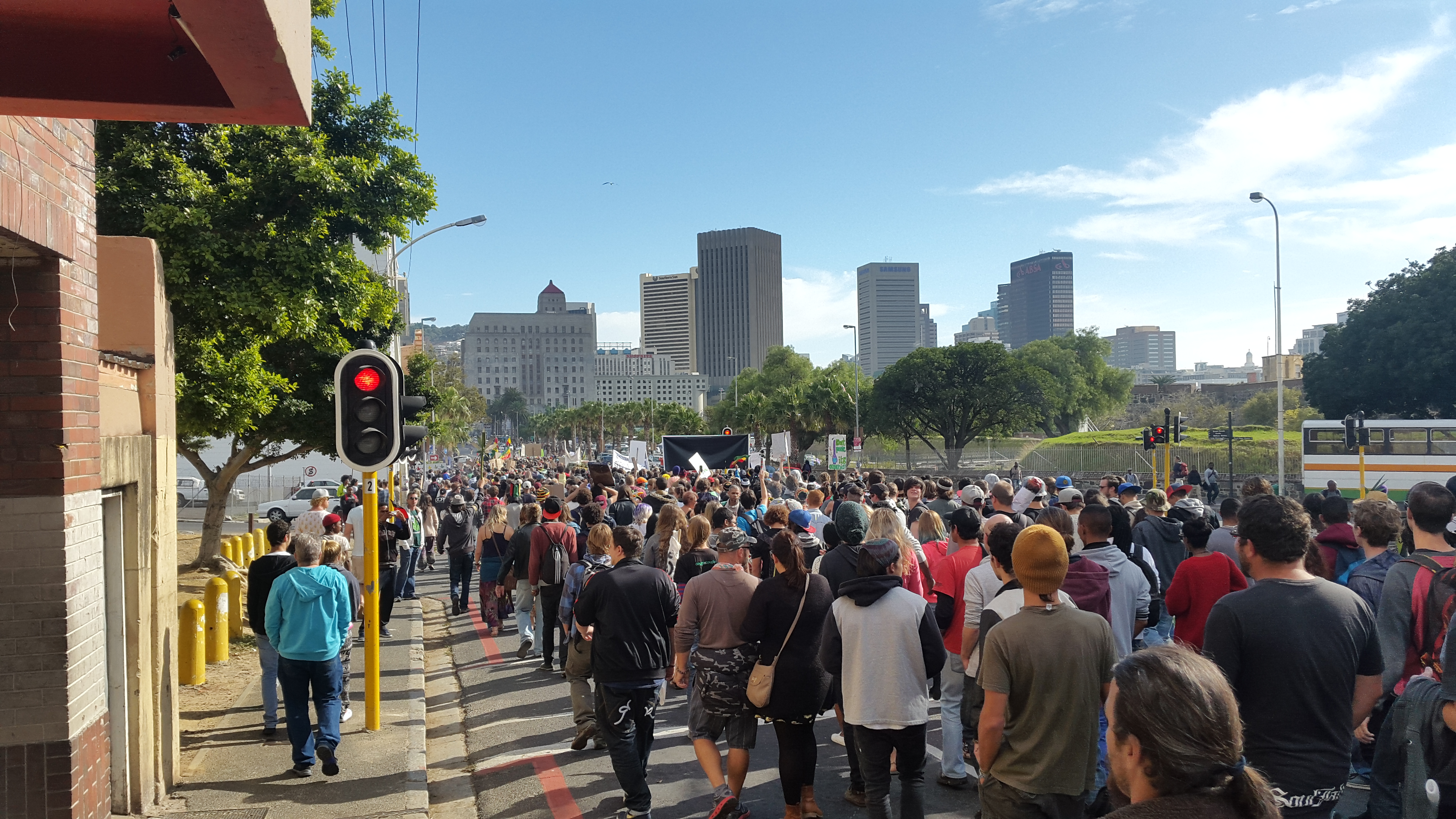
2015年5月9日、南アフリカのケープタウンで大麻禁止に反対してデモ行進する人々。

グローバル・マリファナ・マーチ（Global Marijuana March、GMM）、またはミリオン・マリファナ・マーチ（Million Marijuana March、MMM）は、毎年5月の第一土曜日に世界各地で開催される集会である。大麻文化における重要なイベントであり、大麻をテーマにしたイベントと関連しており、行進、会議、集会、レイブ、コンサート、フェスティバル、教育活動などが行われる。
最初のグローバル・マリファナ・マーチは1999年に開催された。それ以来、85の国と地域の1034以上の都市で数十万人が参加した。各地では、グローバル・マリファナ・マーチは、「グローバル・カナビス・マーチ、世界大麻の日、大麻解放の日、世界宇宙旅、ガンジャデー、Jデー、ミリオン・ブランツ・マーチなど呼ばれている。

## 国ごとのイベント

### ブラジル
2011年6月15日、ブラジル最高裁判所は、マリファナ・ウォークなどの薬物の合法化を求める社会活動は表現の自由の行使であり、過去に行進を禁止した判事の主張とは異なり、犯罪の扇動には当たらないとの決定を下した。

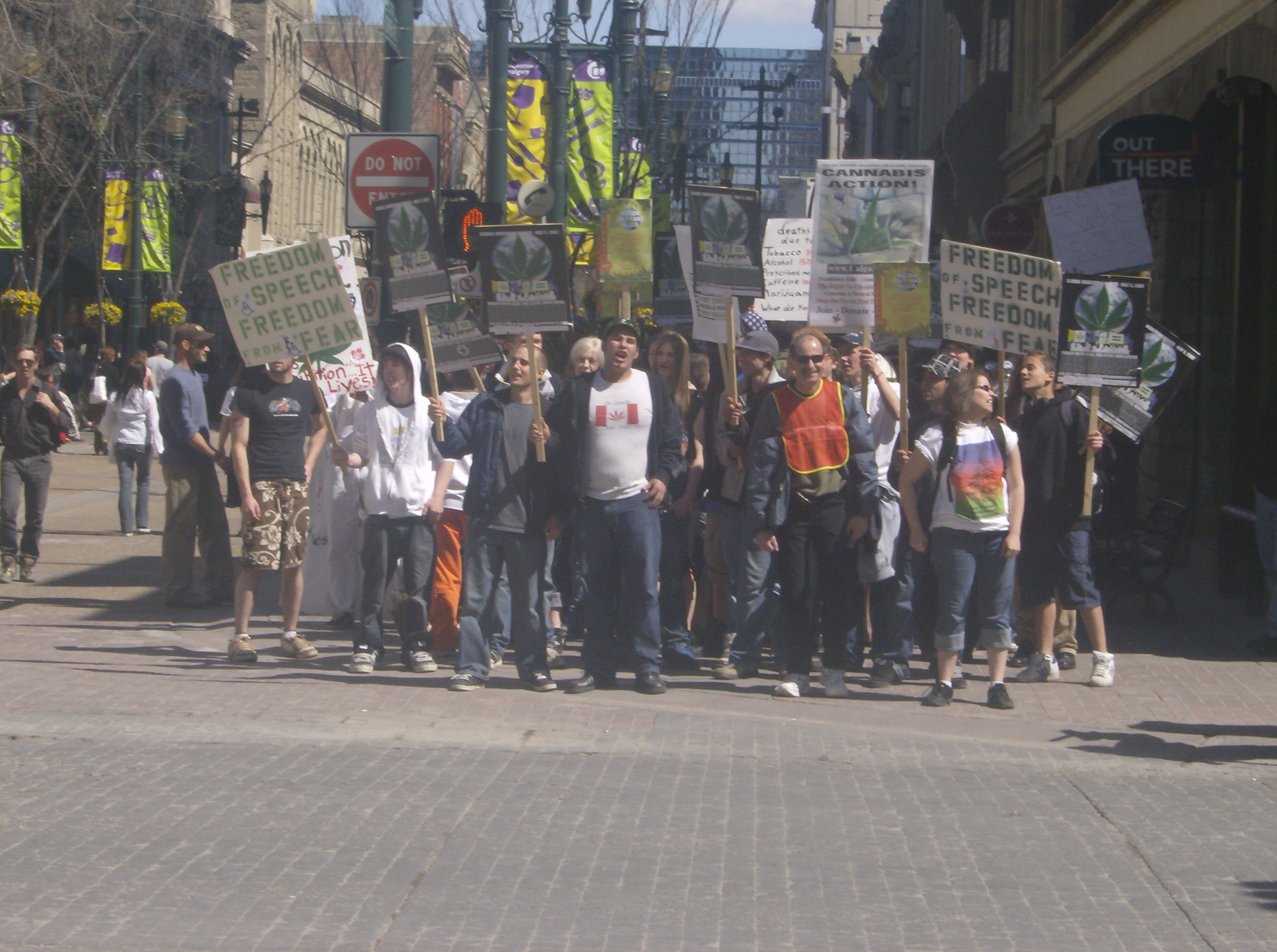
カナダ、アルバータ州カルガリー。2007年5月5日。グローバル・マリファナ・マーチ。

### カナダ

#### オンタリオ州トロント
カナダのオンタリオ州トロントにあるクイーンズパークでの集会は、1999年から開催されている。2007年には2万人、2008年には1万5千人が参加した。2009年5月2日の集会について、トロント・スター紙は「警察の推定によると、昨日の午後、クイーンズパークの北側の芝生には約1万2千人が集まり、午後2時からのマリファナ非犯罪化を求める行進には約5千人が参加した」と報じた。2011年には、トロント・スター紙がクイーンズパークに2万5千人、ダウンタウンでの行進には2万人が参加したと報じた。CTVニュースは「数万人が行進」と報じた。

#### サスカチュワン州レジャイナ
1999年から毎年5月の第一土曜日にレジャイナで開催されており、当初はサスカチュワン州議会で開催されていた。2001年からはレジャイナのダウンタウン中心部にあるビクトリア公園で開催されていたが、2008年に市の許可制度の変更により、主催者はセントラルパークに会場を変更せざるを得なくなった。このイベントでは、ライブミュージックに加え、様々なテーマの講演が行われる。

#### ブリティッシュコロンビア州バンクーバー
ブリティッシュコロンビア州バンクーバーで、5月の第一土曜日に開催される。午後2時頃までにバンクーバー美術館の噴水に人々が集まり、ダウンタウン・バンクーバーの通りをマリファナ合法化パレードが行われる。行進のルートは毎年異なる。

### フランス
フランスでは、いわゆる「マルシェ・モンディアル・プール・ル・カンナビス」がパリ、リヨン、トゥールーズ、マルセイユ、レンヌ、リール、サン＝ドニ＝ド＝ラ＝レユニオン、コニャック、および国内の他のいくつかの小都市で行われる。

### 日本
マリファナマーチ東京 (Marijuana March Tokyo) は 2001年から毎年開催されている。

### ニュージーランド
ニュージーランドでは、「Jデー」はいくつかの主要都市で行われる。
ダニーデン
ダニーデンの Jデーは、5月の第一土曜日の正午から午後 4 時 20 分まで、市内中心部の「オクタゴン」と言われる場所で行われる。ダニーデンは、年代順に見て世界で最初にGMMイベントを開催した都市と言える。「4:20エクストリーム」と名付けられたこのイベントでは、地元の参加者が有名なボールドウィン・ストリートという坂を登り、午前4時20分までに頂上で集合する。
ダニーデンは2003年のJデーで話題になった。当時、約50人の活動家がダニーデン中央警察署までデモ行進し、抗議活動として大麻を植え、玄関ホールで大麻を吸った。このイベントは国内外のメディアから大きな注目を集めたのは逮捕者は出なかったからである。2004年のJデーにも、ダニーデン中央警察署は100人以上の活動家によってホットボックス（大麻の煙で充満する行為）を受けたが、逮捕者は出なかった。この2度目のイベントもメディアで報道され、ダニーデン地区警察署長のデイブ・キャンベル氏はオタゴ・デイリー・タイムズ紙で「もっと重要な仕事があった」と述べ、逮捕者が出なかったことを正当化した。
「2007年ダニーデン国際Jデー」では、政治講演者や地元DJによる音楽が披露され、正午時点で170人が参加しました。2008年のJデーに先立ち、NORML NZの「メアリージェーン・ザ・カンナバス」は、オークランドとダニーデン間の42の町を42日間かけて巡回し、毎日法改正集会を開催した。カンナバスは、ニュージーランドで最も大麻に寛容な都市であるダニーデンに4月25日に到着し、1週間にわたる「大麻啓発週間」に参加した。この週間はオタゴNORMLが企画したもので、公開ワークショップ、オタゴ大学での情報講義、大学の学者、国会議員、政策研究者による円卓討論会などが行われた。大麻啓発週間は、2008年5月3日のJデーで閉幕した。
2008年のダニーデンでのJデーは、早朝のみぞれと雹が降ったにもかかわらず、多くの参加者で賑わった。500人を超える支持者がイベントに参加し、ゲーム、賞品、政治演説、そして音楽を楽しんだ。

### デンマーク
コペンハーゲンでは、マリファナ・マーチが15年以上続く毎年恒例の行事となっている。5月の第一土曜日にフリータウン・クリスチャニアを出発し、コペンハーゲン中心部を通り、市庁舎広場でゴールする。デンマークでは大麻の喫煙は違法だが、マーチ中は警察はこの規制を執行せず、事実上、デモ中の喫煙は許可されている。

### アメリカ合衆国

#### ロサンゼルス・ミリオン・マリファナ 2011年3月
2011年現在、モーリッシュ・サイエンス・テンプル・オブ・アメリカは、カリフォルニア州ロサンゼルスのライマート公園で、13年間にわたりロサンゼルス・ミリオン・マリファナ・マーチを行っている。ライマート公園は有名な言論の自由の場であって、開設以来、ブラックパンサーの集会なども開催されてきた。イベントは2日間で2,000人以上が参加し、大盛況だった。マリファナ栽培の罪で10年の刑に服しているエディ・レップ氏が参加者に生電話でインタビューした。

#### ニューヨーク市

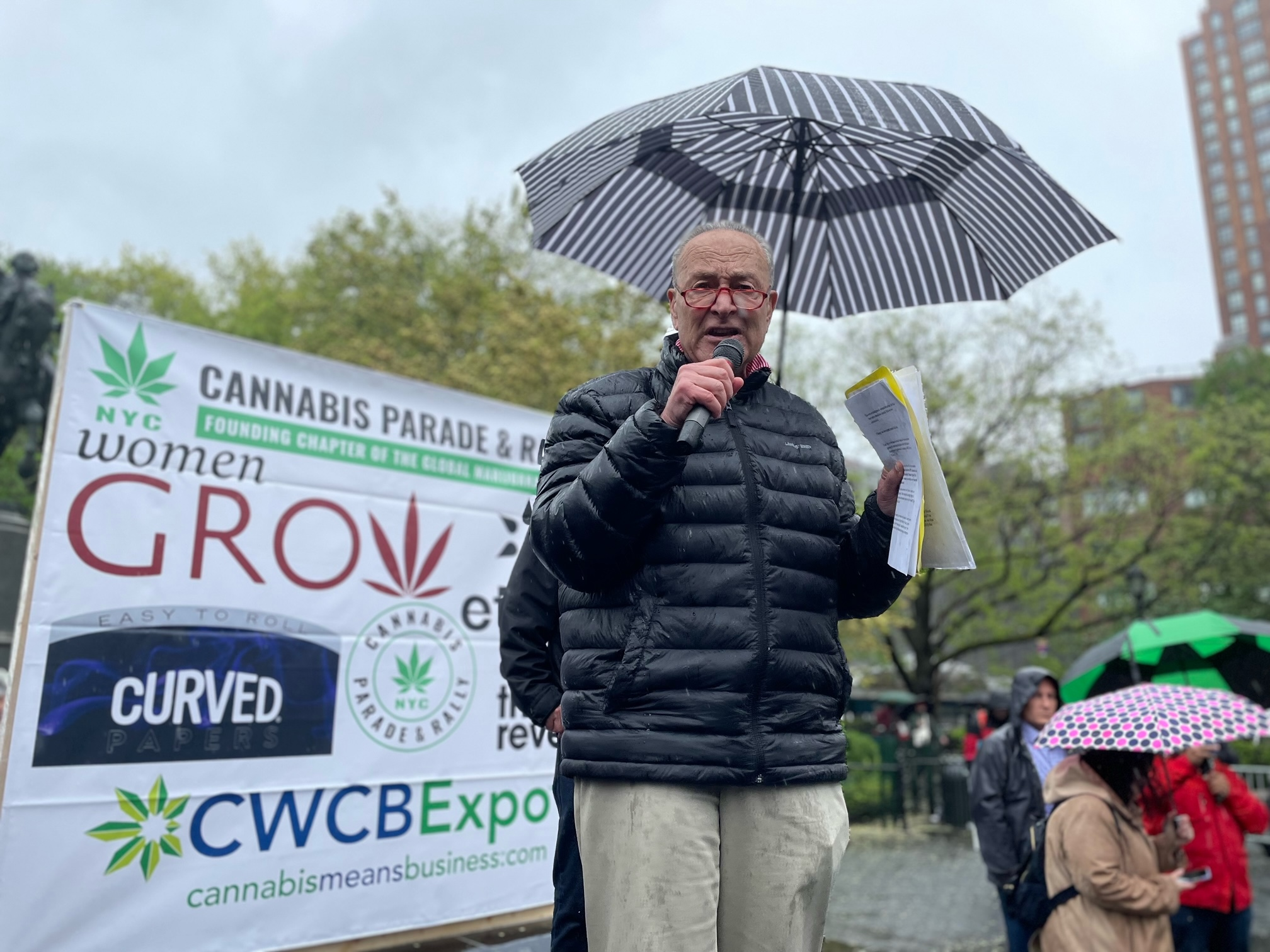
2022年にニューヨーク市大麻パレードと集会で演説する上院多数党院内総務チャック・シューマー氏

1999年、世界初のミリオン・マリファナ・マーチが開催された際、ニューヨーク市は毎年恒例のマリファナ・マーチを開催した。ヴィレッジ・ヴォイス紙は、警察と主催者による参加者数の推定について報じた。「警察は4,000人と主張している一方、主催者は20,000人と主張している」。
2009年、イベント主催者のダナ・ビール、クリス・ライアン、ジェイ・ステッツァーの3人は、サンフランシスコで開催されたNORMLカンファレンスから帰る途中、150ポンド（約７０キログラム）の大麻の販売目的所持と配布目的所持の罪で起訴された。

2010年、ニューヨーク市に挑む新たな活動家グループによって、このイベントが運営され始めた。その後、ニューヨーク市のイベントはNYCカンナビスパレードと改名された。活動家による運営委員会が主催するNYCカンナビスパレードは、約20街区に及ぶパレードと、その前に行われる4時間にわたる集会を通して、ニューヨーク市の大麻文化を祝うイベントへと変貌を遂げた。現在、4年以上にわたり、大麻の所持や使用による逮捕は記録されていない。「逮捕者はゼロで、今後も逮捕する予定はない」と、ある巡査部長はポスト紙の記者に語った。活動家たちは、警察の大麻への落ち着いた対応を称賛し、これはニューヨークが非犯罪化へと徐々に近づいていることを示す新たな兆候だと語った。
1. 1 2  Gonnerman, Jennifer (1999年5月4日). “Smoke and Jeers” (英語). The Village Voice. 2025年4月20日閲覧。
2. ↑  “420 and Global Cannabis March cities - Cannabis” (英語). cannabis.shoutwiki.com. 2025年4月20日閲覧。
3. ↑  “50 Pictures Of The 2011 Global Marijuana March”. web.archive.org (2014年1月18日). 2025年4月20日閲覧。
4. ↑  “Global Marijuana March Shows International Support For Pot Legalization” (英語). Cannabis Culture (2011年5月11日). 2025年4月20日閲覧。
5. ↑  “They Marched for Marijuana, Against the Drug War [FEATURE | StoptheDrugWar.org]” (英語). stopthedrugwar.org (2011年5月11日). 2025年4月20日閲覧。
6. ↑  “Global ganja celebration | Cannabis Culture Magazine”. web.archive.org (2010年1月18日). 2025年4月20日閲覧。
7. ↑  “STF decide que ato por legalização de drogas é liberdade de expressão e libera Marcha da Maconha” (ポルトガル語). noticias.uol.com.br. 2025年4月20日閲覧。
8. ↑  Star, Toronto (2025年4月19日). “Breaking News - Headlines & Top Stories | The Star” (英語). Toronto Star. 2025年4月20日閲覧。
9. ↑  Star, Toronto (2025年4月19日). “Breaking News - Headlines & Top Stories | The Star” (英語). Toronto Star. 2025年4月20日閲覧。
10. ↑  “T.F.F. 2008 - A Huge Success! at Toronto Freedom Festival”. web.archive.org (2009年2月8日). 2025年4月20日閲覧。
11. ↑  Star, Toronto (2025年4月19日). “Breaking News - Headlines & Top Stories | The Star” (英語). Toronto Star. 2025年4月20日閲覧。
12. ↑  Star, Toronto (2025年4月19日). “Breaking News - Headlines & Top Stories | The Star” (英語). Toronto Star. 2025年4月20日閲覧。
13. ↑  “TODAY: The Global Marijuana March 2016” (英語). Cannabis Culture (2016年5月7日). 2025年4月20日閲覧。
14. ↑  “Global Marijuana March Archives” (英語). Pot TV (2022年5月9日). 2025年4月20日閲覧。
15. ↑  “【大麻は悪なのか？】副作用のきつい薬を毎日14錠飲んでいた妻のために…大麻の規制緩和を訴える「マリファナマーチ東京」の主催者が活動を続ける２つの理由 | 集英社オンライン | ニュースを本気で噛み砕け”. 集英社オンライン (2023年5月4日). 2025年4月20日閲覧。
16. ↑  “Public Pot Protests Set For National Road Tour | Otago NORML”. web.archive.org (2014年5月12日). 2025年4月20日閲覧。
17. ↑  Monday. “Public Pot Protests Set For National Road Tour | Scoop News”. www.scoop.co.nz. 2025年4月20日閲覧。
18. ↑  Freedanabeal (2009年10月4日). “FREE DANA BEAL: HELP FREE DANA BEAL”. FREE DANA BEAL. 2025年4月20日閲覧。
19. ↑  “NYC Cannabis Parade”. cannabisparade.org. 2025年4月20日閲覧。
20. ↑  Hagen, Elizabeth (2014年5月4日). “Cops turn blind eye to pot smokers at legalization rally” (英語). 2025年4月20日閲覧。